# Warren Sloan Warren
Warren Sloan Warren (16 de agosto de 1955) é um químico estadunidense. É James B. Duke Professor de química e diretor do Center for Molecular and Biomolecular Imaging na Universidade Duke, onde é também professor de física, radiologia e engenharia biomédica. Warren é editor deputado do periódico de livre acesso Science Advances.
Recebeu o Prêmio Liversidge de 2017.

## Livros
- Warren, Warren S. The Physical Basis of Chemistry Vol. 1 Academic Press, 1993 ISBN 0127358501
- Warren, Warren S. The Physical Basis of Chemistry Vol. 2 Academic Press, 2000 ISBN 0127358552